# Сем Андерсон
Сем Андерсон (англ. Sam Anderson; 2 квітня 1947) — американський актор. Найбільш відомий своїми ролями у телесеріалах, такими як Сем Горплі у «Ідеальні незнайомці», Голланда Меннерса в «Ангел», дантиста Бернарда Надлера у «Загублені», а також роллю Г'ю Генкока у фільмі «Форрест Ґамп».

## Життєпис
Сем Андерсон народився 2 квітня 1947 року у Вапітон, штат Північна Дакота. Навчався в Університеті Північної Дакоти у Гранд-Форксі. У 1970-ті роки, викладав драму в Antelope Valley College у Ланкастері, штат Каліфорнія. У 1978 року почав виконувати ролі на телебаченні.

## Особисте життя
З 17 серпня 1985 року одружений з Барбарі Енн Генкок, у них двоє дітей.

## Фільмографія

### Фільми
| Рік  |    | Українська назва            | Оригінальна назва           | Роль                |
| ---- | -- | --------------------------- | --------------------------- | ------------------- |
| 1979 | ф  |                             | The Swap                    | Пол                 |
| 1982 | ф  | Аероплан 2                  | Airplane II: The Sequel     | людина в білому     |
| 1985 | ф  |                             | Movers & Shakers            | Рей Берг            |
| 1987 | ф  |                             | La Bamba                    | містер Людвіг       |
| 1988 | ф  | Зубастики 2: Основна страва | Critters 2: The Main Course | містер Морґан       |
| 1990 | ф  | Ангел пітьми                | Dark Angel                  | Воррен              |
| 1992 | ф  | Спогади людини-невидимки    | Memoirs of an Invisible Man | голова комітету     |
| 1993 | тф |                             | A Place to Be Loved         | суддя Томас С. Кірк |
| 1994 | ф  | Форрест Ґамп                | Forrest Gump                | Г'ю Генкок          |
| 1994 | ф  | Лялькарі                    | The Puppet Masters          | Калбертсон          |
| 1996 | тф | Норма Джин і Мерілін        | Norma Jean & Marilyn        | доктор              |
| 1997 | тф |                             | The Sleepwalker Killing     | Рот Лейн            |
| 1998 | ф  | Вічна північ                | Permanent Midnight          | Алекс Холмс         |
| 1999 | тф |                             | NetForce                    | Фокс                |
| 2002 | ф  | Чуваки                      | Slackers                    | Чарльз Паттон       |
| 2004 | ф  | Уроки зваблення             | 50 Ways to Leave Your Lover | Джордж              |
| 2011 | ф  | Води слонам                 | Water for Elephants         | містер Гайд         |
| 2012 | ф  |                             | 3, 2, 1... Frankie Go Boom  | Кріс                |
| 2014 | ф  |                             | Devil's Due                 | отець Томас         |
| 2016 | ф  | Віджа: Походження зла       | Ouija: Origin of Evil       | містер Браунінґ     |
| 2017 | ф  |                             | Maybe Someday               | Дуглас Доннеллі     |
| 2018 | ф  |                             | Song of Back and Neck       | Джаред Фоксен       |
| 2021 | ф  |                             | Echoes of Violence          | Конрой              |
| 2022 | ф  | Там, де співають раки       | Where the Crawdads Sing     | Тейт в старості     |

### Серіали
| Рік       |    | Українська назва                   | Оригінальна назва                    | Роль                                                                         |
| --------- | -- | ---------------------------------- | ------------------------------------ | ---------------------------------------------------------------------------- |
| 1978      | с  |                                    | Police Story                         | Жак (Епізод: "The Broken Badge")                                             |
| 1980      | с  |                                    | The Stockard Channing Show           | Арнольд (Епізод: "Catch a Falling Star")                                     |
| 1983      | с  |                                    | St. Elsewhere                        | містер Макграт (Епізод: "Dog Day Hospit")                                    |
| 1983      | с  |                                    | Gloria                               | містер Коплі (Епізод: "An Uncredited Woman")                                 |
| 1985      | с  | Приватний детектив Магнум          | Magnum, P.I.                         | Рей Джонс / Джон Доу (Епізод: "Ms. Jones")                                   |
| 1985      | с  | Даллас                             | Dallas                               | інспектор Френк Ховард (2 епізоди)                                           |
| 1985      | с  | Казки з темного боку               | Tales from the Darkside              | доктор Синапсис (Епізод: "Bigalow's Last Smoke")                             |
| 1986      | с  | Золоті дівчата                     | The Golden Girls                     | Мейєр (Епізод: "Twas the Nightmare Before Christmas")                        |
| 1986—1992 | с  | Ідеальні незнайомці                | Perfect Strangers                    | Сем Горплі (37 епізодів)                                                     |
| 1989      | с  | Зоряний шлях: Наступне покоління   | Star Trek: The Next Generation       | помічник менеджера (Епізод: "The Royale")                                    |
| 1989      | с  | Нація прибульців                   | Alien Nation                         | Томас Едісон (Епізод: "The Game")                                            |
| 1991—1993 | с  | Закон Лос-Анджелеса                | L.A. Law                             | Білл Графія (4 епізоди)                                                      |
| 1992—1995 | с  |                                    | Picket Fences                        | агент ФБР Дональд Моррелл (7 епізодів)                                       |
| 1993      | с  | Район Мелроуз                      | Melrose Place                        | агент Гілл (2 епізоди)                                                       |
| 1993—1996 | с  | Вона написала вбивство             | Murder, She Wrote                    | різні ролі (4 епізоди)                                                       |
| 1994      | с  | Протистояння                       | The Stand                            | Вітні Горґан (3 епізоди)                                                     |
| 1994      | с  | Пригоди Бріско Каунті-молодшого    | The Adventures of Brisco County, Jr. | Саймон Вулф (Епізод: "Brooklyn Dodgers")                                     |
| 1994—2007 | с  | Швидка допомога                    | ER                                   | Джек Кейсон (20 епізодів)                                                    |
| 1996      | с  | Міленіум                           | Millennium                           | агент Джек Пірсон (Епізод: "5-2-2-6-6-6")                                    |
| 1996      | мс | Справжні монстри                   | Aaahh!!! Real Monsters               | Фарріг / дитина (Епізод: "Festival of the Festering Moon/Simon's Big Score") |
| 1997      | мс | Невгамовні                         | Rugrats                              | продавець / ведучий (Епізод: "Ransom of Cynthia/Turtle Recall")              |
| 1998      | с  | Чиказька надія                     | Chicago Hope                         | Говард Шервуд (Епізод: "Liver, Hold the Mushrooms")                          |
| 1998      | с  | Із Землі на Місяць                 | From the Earth to the Moon           | Томас О. Пейн (2 епізоди)                                                    |
| 1998      | с  | Цілком таємно                      | The X-Files                          | Лімус (Епізод: "The Pine Bluff Variant")                                     |
| 1998      | с  | Друзі                              | Friends                              | доктор Харад (Епізод: "The One Hundredth")                                   |
| 1998      | с  | Острів фантазій                    | Fantasy Island                       | містер Гейбл (Епізод: "Wishboned")                                           |
| 1999      | с  | Еллі Мак-Біл                       | Ally McBeal                          | Марк Гаррісон (Епізод: "In Dreams")                                          |
| 2000      | с  | Західне крило                      | The West Wing                        | Джон ЛаСаль (Епізод: "Shibboleth")                                           |
| 2000—2001 | с  | Ангел                              | Angel                                | Голланд Маннерс (8 епізодів)                                                 |
| 2002      | с  | Усі люблять Реймонда               | Everybody Loves Raymond              | Томас Гарфілд (Епізод: "Lucky Suit")                                         |
| 2002      | с  | C.S.I.: Місце злочину Маямі        | CSI: Miami                           | Скотт Соммер (Епізод: "Golden Parachute")                                    |
| 2003      | с  | Справедлива Емі                    | Judging Amy                          | Гордон Кірбі (Епізод: "The Best Interests of the Child")                     |
| 2003      | с  | Без сліду                          | Without a Trace                      | конгресмен Вайтхерст (Епізод: "Kam Li")                                      |
| 2004      | с  | CSI: Місце злочину                 | CSI                                  | доктор Мерсер (Епізод: "Ch-Ch-Changes")                                      |
| 2005      | с  | Юристи Бостона                     | Boston Legal                         | юрист (Епізод: "From Whence We Came")                                        |
| 2005      | с  | Малькольм у центрі уваги           | Malcolm in the Middle                | комісар поліції (Епізод: "Billboard")                                        |
| 2005      | с  | Медіум                             | Medium                               | доктор Еліот Петерсон (Епізод: "Time Out of Mind")                           |
| 2005—2010 | с  | Загублені                          | Lost                                 | Бернард Надлер (21 епізод)                                                   |
| 2006      | с  | Мертва справа                      | Cold Case                            | Тед Робінсон (Епізод: "Joseph")                                              |
| 2006      | с  | Місце злочину: Нью-Йорк            | CSI: NY                              | доктор Річардс (Епізод: "And Here's to You, Mrs. Azrael")                    |
| 2009      | с  | Противага                          | Leverage                             | Генрі Ретцінг (Епізод: "The Snow Job")                                       |
| 2009      | с  | Анатомія Ґрей                      | Grey's Anatomy                       | Майкл Вітмен (Епізод: "Before and After")                                    |
| 2009      | с  | Криміналісти: мислити як злочинець | Criminal Minds                       | доктор Ролінгс (Епізод: "House on Fire")                                     |
| 2010      | с  | NCIS: Полювання на вбивць          | NCIS                                 | Волтер Кармайкл (Епізод: "Worst Nightmare")                                  |
| 2012      | с  | Гаваї 5.0                          | Hawaii Five-0                        | сенатор Дік Осборн (Епізод: "Ka Ho' Oponopono")                              |
| 2012      | с  | Морська поліція: Лос-Анджелес      | NCIS: Los Angeles                    | сенатор Дік Осборн (Епізод: "Dead Body Politic")                             |
| 2012      | с  | Скандал                            | Scandal                              | Мелвін Фін (Епізод: "Spies Like Us")                                         |
| 2013      | с  | Даллас                             | Dallas                               | доктор Девід Гордон (2 епізоди)                                              |
| 2013—2014 | с  |                                    | Justified                            | Лі Пекстон (9 епізодів)                                                      |
| 2014      | с  | Касл                               | Castle                               | директор Даннан (Епізод: "Smells Like Teen Spirit")                          |
| 2014      | с  | Ґрімм                              | Grimm                                | Ролек Портер (2 епізоди)                                                     |
| 2014      | с  | Кістки                             | Bones                                | Г'ю Сандерсон (2 епізоди)                                                    |
| 2017      | с  | Це — ми                            | This Is Us                           | суддя Волтер Кравдер (Епізод: "The Most Disappointed Man")                   |
| 2018      | с  |                                    | American Woman                       | Реймонд Тернер (Епізод: "Changes and the New Normal")                        |
| 2019      | с  | Як уникнути покарання за вбивство  | How to Get Away with Murder          | Томас Фіцджеральд (Епізод: "I'm the Murderer")                               |
| 2023      | с  | Таблетка від болю                  | Painkiller                           | Реймонд Саклер (6 епізодів)                                                  |